# Jądro pośrednio-boczne
Jądro pośrednio-boczne, jądro współczulne Jacobsohna (łac. nucleus intermediolateralis, ang. intermediolateral nucleus) – zgromadzenie istoty szarej rdzenia kręgowego, znajdujące się w jego odcinku piersiowym i przylegających segmentach odcinka szyjnego i lędźwiowego. Dokładnie leży ono w neuromerach od C8 do L2–L3. Stanowi ośrodek współczulny rdzenia kręgowego.
Nazwa eponimiczna upamiętnia niemieckiego neuroanatoma Louisa Jacobsohna-Lask.